# Трајанова табла
Трајанова табла (лат. Tabula Traiana) је латински натпис посвећен римском цару Трајану, урезан на исклесаној стени која се налази изнад Ђердапске клисуре. Ова табла је део ансамбла римских споменика на такозваном римском путу којем припадају и остаци моста који је Трајан саградио преко Дунава. Налази се у националном парку Ђердап код Кладова у Србији. Као непокретно културно добро од изузетног значаја државе проглашено је 1949. године.

## Трајанов поход на Дачане
Ови споменици потичу из времена Трајановог похода на Дачане северно од Дунава, 100—103. За потребе тог похода саградио је војни пут од Београда који иде ивицама планина на десној обали Дунава кроз Ђердап, све до равнијег дела где је градитељ Аполодор из Дамаска саградио мост преко Дунава. Ти подухвати су овековечени сценама приказаним на доњем делу Трајановог стуба у Риму. Мост је био дрвена конструкција на зиданим стубовима, што је била типична технологија тог времена. Трајан је такође регулисао део тока Дунава, који је због брзака до тада сматран немогућим за пловидбу.

## Премештање табле
Изградњом хидроелектране Ђердап I (1963—1972) римски пут је потопљен. Тада је одлучено да се Трајанова табла исече из првобитне стене и постави у стену 21,5 m изнад првобитног места, тако да буде видљива с реке. Премештање табле је у периоду септембар 1967. — мај 1969. обавила фирма Венчац из Аранђеловца.

## Опис
Споменик се састоји из велике вертикалне табле уклесане у камену. Њена дужина је 3,20 m, а ширина 1,80 m. Украшена је са два делфина, шестолатичним ружама и орлом раширених крила.
Табла је заштићена каменом надстрешницом која носи натпис исклесан у новије доба: TABULA TRAIANA.

## Натпис на Трајановој табли
Натпис има 6 редова:
- Латински текст[тражи се извор]

што је скраћена верзија текста
- Превод:

Император цезар, син божанског Нерве,
Нерва Трајан Август, победник над Германима,
велики понтиф, четврти пут постављен за трибуна,
отац домовине, конзул по трећи пут,
планине је исклесао и поставио греде
од којих је направљен овај пут.